# Cocytia aurantiaca
Cocytia aurantiaca là một loài bướm đêm trong họ Erebidae.